# Reliant Energy Plaza
Reliant Energy Plaza é um arranha-céu, actualmente é o 172º arranha-céu mais alto do mundo, com 226 metros (741 ft). Edificado na cidade de Houston, Estados Unidos, foi concluído em 1974 com 47 andares.